# لمحة
لمحة هو فيلم من نوع دراما ورومانسية أُصدر في 4 نوفمبر 1991. الفيلم من إنتاج وتوزيع ياش راج فيلم. وهو من إخراج ياش تشوبرا، أما السيناريو فكان من كتابة هاني إيراني.

## القصة
تقع أحداث الفيلم في راجستان.

## طاقم التمثيل
- سريديفي
- أنيل كابور
- وحيدة رحمن
- أنوبام خير

## الإنتاج
موسيقى الفيلم التصويرية كانت من تأليف Hariprasad Chaurasia ‏.

## وصلات خارجية
- لمحة على موقع IMDb (الإنجليزية)
- لمحة على موقع روتن توميتوز (الإنجليزية)
- لمحة على موقع نتفليكس (الإنجليزية)
- لمحة على موقع أول موفي (الإنجليزية)
- لمحة على موقع فيلمافينيتي (الإسبانية)
- لمحة على موقع قاعدة بيانات الفيلم (الإنجليزية)
- لمحة على موقع ليتربوكسد (الإنجليزية)
- لمحة على موقع كينوبويسك (الروسية)